# 陸羽

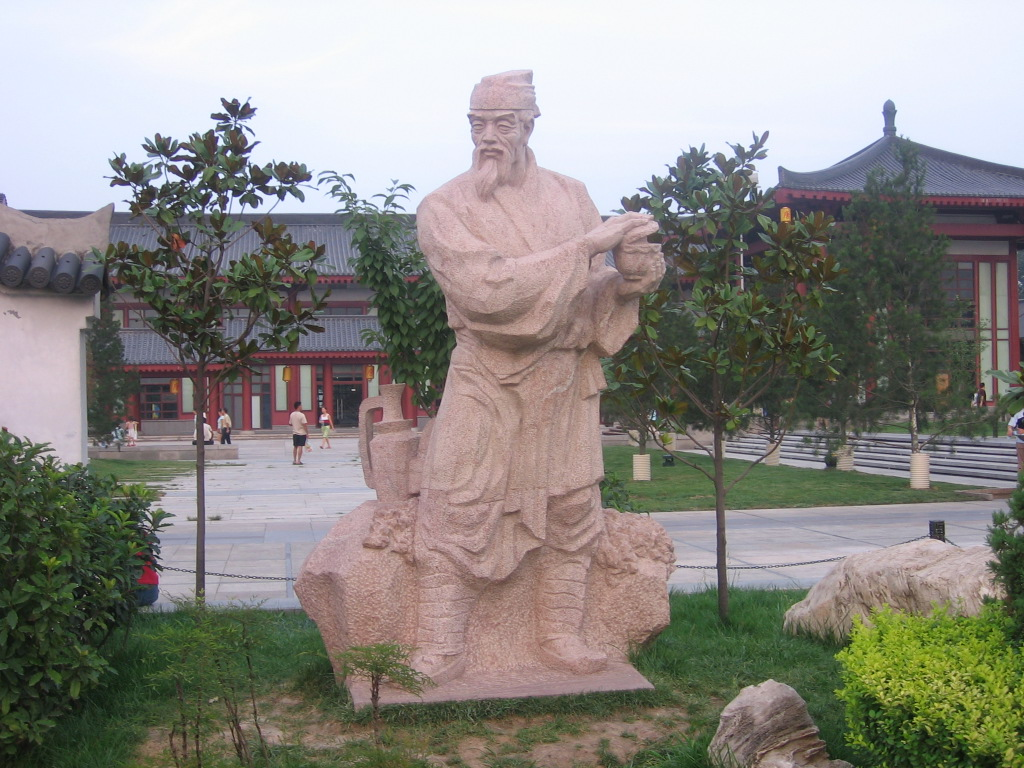
西安・大雁塔にある陸羽の像

陸 羽（りく う、733年 - 804年）は、中国の唐代の文筆家。茶の知識をまとめた『茶経』3巻などを著述した。またの名を疾、字（あざな）は鴻漸（こうぜん）、季疵、号は桑苧翁と称した（他からは竟陵子と呼ばれた）。他の著作に『毀茶論』、『君臣契』、『源解』、『陸文学自伝』（『茶経』以外は散逸）がある。
近代日本の思想家岡倉覚三（天心）はその著書『茶の本』の中で陸羽を「茶道の鼻祖」と評した。

## 出自

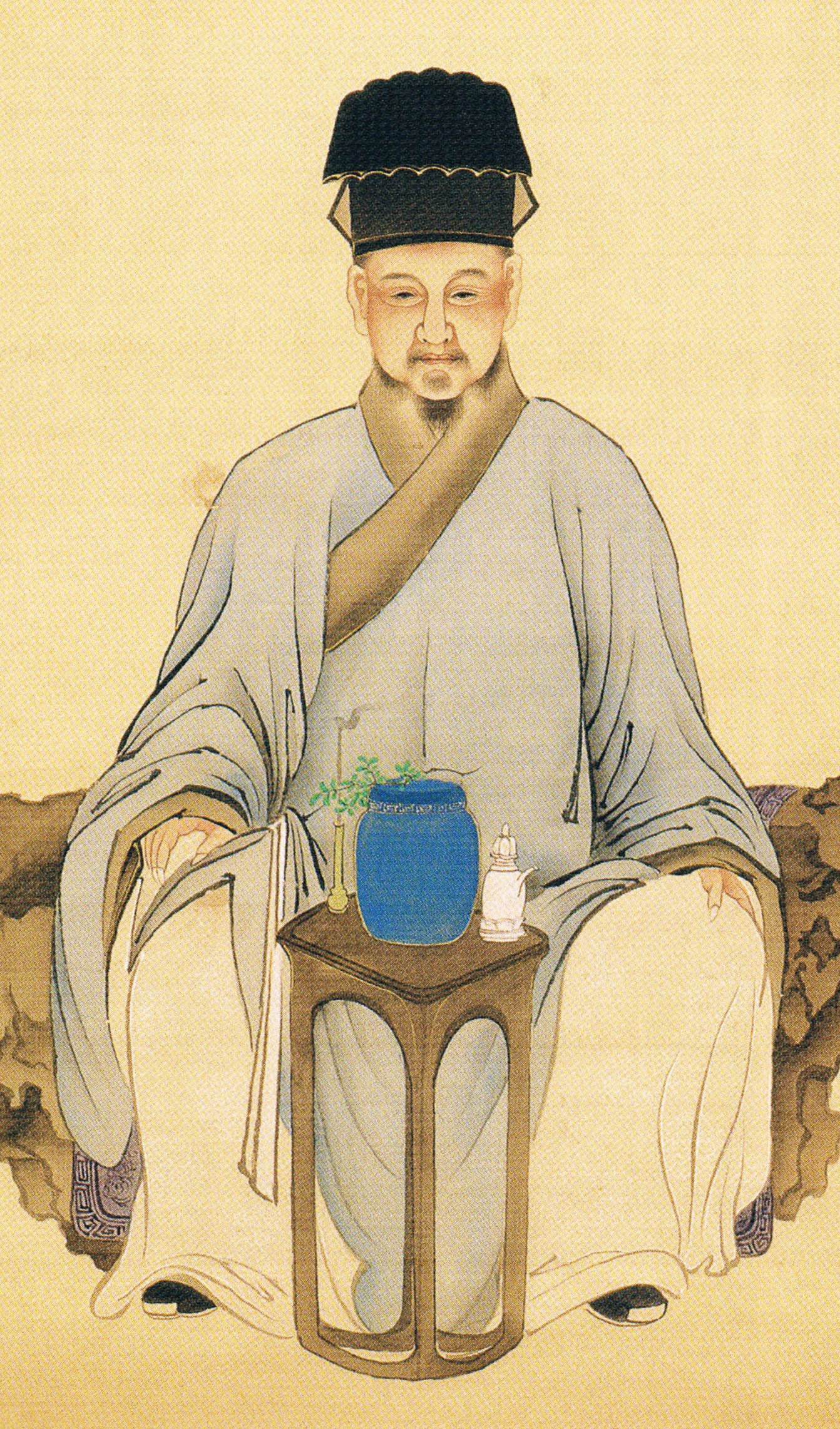
春木南溟筆 陸羽像(部分) 天保12年

陸羽は捨て子であった可能性が高く出自は不明である。そのため、確実ではないが生年733年、出身地を竟陵（きょうりょう）（現在の湖北省天門市）とする通説が知られている。
陸羽の姓「陸」については彼を拾った僧侶の俗姓をもらい陸とした、又は易の卦（け）にしたがって名付けた、などの説が伝えられている。

## 経歴
捨て子として3歳くらいの時に浜で竟陵龍蓋寺の智積禅師に拾われた。容貌はさえず、しゃべり方に吃音があったが、雄弁であったという。
幼い頃に、智積が仏典を学ばせようとしたが、陸羽は、「跡継ぎがなければ、孝といえるでしょうか」と言い、固く儒教を学ぼうとした。そのため、智積は陸羽に、牧牛などの苦役を課した。ひそかに、竹で牛の背中に字を書いていたという。
逃亡して、役者の一座に入り、諧謔ものを書き上げた。天宝年間に、竟陵の長官の李斉物の目に止まり、書を教えられ学問を学んだ。孤児であった陸羽が、知的階級の人々と交流するきっかけをつくってくれたのが、李斉物であった。その後、竟陵司馬の崔国輔とも交わった。友人と宴会中、思うところがあると出ていき、約束は、雨、雪の日、虎狼の出現に構わずに守ったという。また、『精行倹徳の人』を理想とした。
756年（至徳元載）、安禄山の乱を避けようと、北方の知識人たちは江南へ逃れた。陸羽も760年（上元元年）の頃、湖州の苕渓に避難。庵（いおり）をつくって隠居し、桑苧翁と号し著書を書き出した。僧の釈皎然と親交を結び、野を一人で歩いて回ったという。隠居中に、朝廷から太子文学や太常寺太祝に任命されたが、辞退した。14年の茶の研究を『茶経』にまとめ、10年後に780年（建中元年）に補足をつけた『茶経』3巻を著す。
大暦年間に、湖州刺史として赴任してきた顔真卿（がんしんけい）のもとで、『韻海鏡源（いんかいきょうげん）』の編纂に加わった。御史大夫の李季卿に冷遇され、『毀茶論』を著したこともある。

## 伝記資料
- 『新唐書』巻百九十六 列伝第百二十一隠逸[3]「陸羽伝」

## 日本語訳
- 『茶経　付喫茶養生記』林左馬衛・安居香山 訳注、明徳出版社「中国古典新書」、1984年
- 『茶経詳解 原文・校異・訳文・注解』布目潮渢 訳注、淡交社、2001年
  - 『茶経　全訳注』講談社学術文庫、2012年